# Нью-Вашингтон (Пенсільванія)
Нью-Вашингтон (англ. New Washington) — місто (англ. borough) в США, в окрузі Клірфілд штату Пенсільванія. Населення — 50 осіб (2020).

## Географія
Нью-Вашингтон розташований за координатами 40°49′15″ пн. ш. 78°42′9″ зх. д. / 40.82083° пн. ш. 78.70250° зх. д. (40.820922, -78.702553).  За даними Бюро перепису населення США в 2010 році місто мало площу 5,95 км², з яких 5,94 км² — суходіл та 0,01 км² — водойми.

## Демографія
Згідно з переписом 2010 року, у селищі мешкало 59 осіб у 25 домогосподарствах у складі 22 родин. Густота населення становила 10 осіб/км².  Було 42 помешкання (7/км²).
Расовий склад населення:
| - 100,0 % — білих |

До двох чи більше рас належало 0,0 %. Частка іспаномовних становила 0,0 % від усіх жителів.
За віковим діапазоном населення розподілялося таким чином: 15,3 % — особи молодші 18 років, 54,2 % — особи у віці 18—64 років, 30,5 % — особи у віці 65 років та старші. Медіана віку мешканця становила 50,5 року. На 100 осіб жіночої статі у селищі припадало 118,5 чоловіків;  на 100 жінок у віці від 18 років та старших — 117,4 чоловіків також старших 18 років.
За межею бідності перебувало 26,5 % осіб, у тому числі 58,3 % дітей у віці до 18 років та 0,0 % осіб у віці 65 років та старших.
Цивільне працевлаштоване населення становило 21 особа. Основні галузі зайнятості: науковці, спеціалісти, менеджери — 38,1 %, транспорт — 14,3 %, мистецтво, розваги та відпочинок — 14,3 %.